# Ca l'Adelaida
Ca l'Adelaida és un edifici al nucli de la Figuera (Priorat) protegida com a bé cultural d'interès local. La construcció fou aixecada en el període pròsper del Priorat. Sembla que havia fet d'hostal en un temps indeterminat, més aviat com a activitat secundària i no pas com a dedicació comercial. Durant la Guerra Civil de propietaris, que són els actuals. L'edifici constitueix un element d'importància dins el conjunt d'edificis locals.
Edifici entre mitgeres d'àmplies dimensions que fa cantonada amb el carrer de Garcia. Té planta baixa, pis i golfes. Sobre la façana principal que dona al carrer de la font s'obre una porta i dues finestres a la planta baixa i tres balcons al primer pis, juntament amb una finestra, i quatre més a les golfes. A la façana del carrer de Garcia hi ha una porta auxiliar, dos balcons i una finestra. La porta principal és adovellada, amb les inicials "J C P" i la data de 1879 a la clau. En època recent s'hi ha fet una remunta de la planta de les golfes que ha desfigurat la composició original de la façana.